# Año anomalístico
Se denomina año anomalístico al tiempo transcurrido entre dos pasos consecutivos de un planeta por su perihelio. 
La órbita de la Tierra es elíptica. El eje mayor de esta elipse se llama línea de ápsides. El punto donde la Tierra está más cerca del Sol se llama perihelio y el punto donde está más lejos afelio. La Tierra se encuentra en el perihelio el 3 de enero y en el afelio el 4 de julio. La duración media del año anomalístico es: 
365,259 635 864 días (365 d 6 h 13 min 52 s) para la época J2000.0. 
La duración del año anomalístico es ligeramente mayor que el año sidéreo a causa de que la línea de los ápsides tiene un movimiento anual en sentido directo de 11,7 segundos de arco aproximadamente, lo que supone que al Sol le lleva más tiempo cada año entrar en conjunción con el perihelio.